# Бардас, Вилли
Вилли Бардаc (нем. Willy Bardas; 17 февраля 1887, Вена — 29 сентября 1924, Неаполь) — австрийский пианист и музыкальный педагог. Племянник пианиста Отто Бардаса (1856—1930).

## Биография
Учился в Берлине у Артура Шнабеля и Макса Бруха. Концертировал как пианист, выступал как аккомпаниатор (в частности, с Кэтлин Парлоу и с Берлинским вокальным квартетом, в составе которого пела его жена Тереза Бардас). С 1923 г. преподавал в Токио, где у него учился, в частности, Сабуро Морои. Написал книгу «К психологии техники фортепианной игры» (нем. Zur Psychologie der Klaviertechnik), опубликованную посмертно (1927) с предисловием Шнабеля.
Сын Вилли и Терезы, Штефан Бардас (нем. Stefan Bardas; 1914—2008), также стал пианистом и музыкальным педагогом, после Второй мировой войны жил и работал в США.